# Mimotonida
I mimotonidi (Mimotonida) sono un piccolo gruppo di mammiferi estinti, probabilmente vicini all'ordine dei lagomorfi. Vissero principalmente nel Paleocene superiore (circa 58 milioni di anni fa) e i loro resti sono stati ritrovati in Asia.

## Classificazione
Di forma e dimensioni simili a quelle dei pica (gen. Ochotona), questi animali sono noti principalmente per il cranio e la dentatura. Alcuni crani parziali del genere Mimotona (il cui nome significa appunto “imitatore di Ochotona”) sono stati rinvenuti nella regione dell'Anhui in Cina, e mostrano chiare affinità con i lagomorfi attuali, nonostante numerose caratteristiche primitive. Uno studio in particolare (Li, 1989) ha messo in luce varie caratteristiche condivise con i lagomorfi. Inoltre i mimotonidi mostrano grandi somiglianze nella dentatura con gli eurimilidi (Eurymylidae), un altro gruppo di mammiferi simili a roditori del Paleocene. È possibile che questi due gruppi fossero strettamente imparentati e abbiano avuto un progenitore comune risalente al Cretaceo. I mimotonidi, attualmente, sono considerati il sister group dei lagomorfi, nel gruppo dei duplicidentati. 
L'unica famiglia appartenente a questo gruppo è quella dei Mimotonidae, alla quale appartengono alcune specie vissute perlopiù in Estremo Oriente, che presentano caratteri considerabili come di transizione fra i roditori ed i lagomorfi, in particolare gli attuali pica, ai quali il nome della famiglia si ispira. Caratteri assimilabili ai roditori sono la conformazione del cranio, del corpo e la lunga coda di alcune specie, mentre tipica dei lagomorfi era la conformazione delle zampe e la dentizione.

## Tassonomia
La famiglia comprende quattro generi, per un totale di sette specie.
Superordine Duplicidentata
Ordine Mimotonida
- Famiglia Mimotonidae
  - Genere Anatolmylus (1 specie)
  - Genere Gomphos (1 specie)
  - Genere Hypsimylus (1 specie)
  - Genere Mimotona (3 specie)